# Cuscuta andina
Cuscuta andina är en vindeväxtart som beskrevs av Rodolfo Amando Philippi. Cuscuta andina ingår i släktet snärjor, och familjen vindeväxter. Inga underarter finns listade i Catalogue of Life.